# UC-25号潜艇
陛下之UC-25号艇是德意志帝国海军于第一次世界大战期间建造的其中一艘UC-II型近岸布雷潜艇或称U艇。它由汉堡的伏尔铿船厂承建，于1916年6月10日新船下水，至当月28日交付使用。其全长49.45米，水面及水下排水量分别为400吨和480吨，艇载武器则包括三具鱼雷发射管、六具水雷滑射槽以及一门88毫米口径甲板炮。UC-25号入役后曾先后被部署至波罗的海的库尔兰区舰队和地中海的普拉区舰队，并参与了地中海潜艇战。通过其十三次巡逻，共直接或间接击沉21艘协约国或中立国舰船，累计总吨位为19328吨。1918年10月28日，随着德军撤离奥匈帝国，已不具备适航能力的UC-25号被其船员凿沉于普拉附近。

## 设计
1915年秋天，由于中立国美国的干预，U艇战几乎陷入停顿，导致德国广泛开展《国际法》所允许的水雷战，从而使布雷潜艇的需求量相应增加。德意志帝国海军潜艇监察局（Inspektion des U-Bootwesens）的开发部门留意到了这一点，遂以UB-II型为基础，按照兼顾布雷效率和生产速度的要求，以41号工程的名义设计了UC-II型潜艇。为了弥补前型UC-I型的缺陷，UC-II型艇不仅更大，而且采用双轴推进系统。然而，与前型最主要的区别在于，UC-II型艇重新运用了双壳体结构。但它并非纯粹的双体潜艇，而是一种中间过渡型；因为外层没有封闭耐压壳体，而是作为鞍形水柜附在上方。
UC-25号是64艘UC-II型方案的其中一艘。这个亚型的艇体结构与UB-II型类似，但体积更大，全长为49.45米，并有3.68米的吃水深度；由于不再考虑铁路运输的装载限界，舷宽也得以增至5.22米。其水上和水下排水量分别为400吨和480吨。艇只采用两台猛狮六缸四冲程500匹公制馬力（370千瓦特）柴油机用于水面运行，以及两台460匹公制馬力（340千瓦特）的西门子-舒克特电动发电机用于水下航行；水面最高航速11.6節（21.5每小時），水下6.6節（12.2每小時）；能够在水面以7節（13每小時）航速续航9,260海里（17,150），或以4節（7.4每小時）连续在水下航行53海里（98）而无需充电。其潜没需时约为48秒，能够在50米的深度下运作。
作为布雷潜艇，UC-25号改将六具布雷滑射槽安装在艇体前部，每具储存井内的水雷数量增至3枚，即合共18枚UC200型水雷。布雷时只需将存储井底部的盖板打开，水雷便可凭借自身重量滑入水中。随着滑射槽长度增加，艇体艏楼的上层建筑被抬高，上层建筑与司令塔之间的凹陷处布置了一门88毫米30倍径速射炮作为甲板炮。但由于位置相对较低，火炮甲板在恶劣海况下很容易被涌浪淹没。此外，UC-25号还装备有三具500毫米鱼雷发射管，这极大提升了潜艇的攻击能力。其中艇艏两具外置在两侧、艇艉一具则为内置式，并可搭载合共7枚G6型鱼雷。其标准船员编制为3名军官及23名水兵。

## 历史
UC-25号是汉堡伏尔铿船厂承建的首批（UC-25至UC-33号）UC-II型潜艇的首艇，由国家海军办公室于1915年8月29日订购，建造编号为64。它于1916年6月10日新船下水，至当月28日在前U-17号艇长、海军上尉约翰內斯·费尔德基希纳的指挥下正式入役，随即展开海试。继费尔德基希纳之后，还有三人曾担任UC-25号艇长，其中包括后来的纳粹德国海军元帅卡尔·邓尼茨（1918年2月16日－8月7日）。该艇于9月12日加入驻利鲍的库尔兰区舰队，主要在波罗的海东部和芬兰湾展开巡逻。它在芬兰岛屿卡尔福斯凯尔和洛格斯凯尔之间布下雷区，又在厄塞尔岛至达戈岛之间设置了两道屏障，以封锁俄罗斯人进入索埃拉海峽的通道。在此期间，共有两艘俄国舰船因撞上UC-25号布设的水雷而沉没，其中包括一艘隶属俄罗斯帝国海军的扫雷艇。
1917年3月20日，UC-25号从基尔出发，经英吉利海峡前往地中海。它在途中截停并击沉了两艘帆船后，于4月15日抵达奥匈帝国军港卡塔罗，并加入驻当地的普拉区舰队（后改称地中海区舰队）。在地中海服役期间，UC-25号参与了地中海潜艇战，曾分别于阿尔及利亚的穆斯塔加奈姆、意大利的布林迪西、西西里岛、马耳他的瓦莱塔以及希腊的克基拉岛等多处海域展开布雷巡逻，合共击沉协约国或中立国的14艘商船、2艘军舰和1艘辅助军舰，累计总吨位为17725吨。其中，在1917年5月14－15日夜间，刚从奥特朗托海峡海战中退下火线的英国轻巡洋舰达特茅斯号便在布林迪西外围被UC-25号发射的鱼雷击中并开始下沉。尽管已完全失效，但该舰仍然坚持被拖曳回港。参加了同一场战役的法国驱逐舰火绳杆号则更为不幸，它在赶来支援英国巡洋舰时撞上了UC-25号于前一天布设的水雷，并在两分钟内迅速沉没，造成大量人员伤亡。
经过两年多的运用，UC-25号于1918年8月7日驶入卡塔罗湾，并于1918年8月11日转移至普拉的船厂进行广泛的保养和大修。同年10月，随着奥匈帝国解体，德国人悉数将适航潜艇撤回本土。UC-25号此时尚未完成修复，为免落入敌手，其船员遂于10月28日将潜艇凿沉于港内（44°52′N 13°50′E / 44.867°N 13.833°E）。

## 袭击历史摘要
| 日期           | 船名                  | 船籍           | 吨位 | 结局 |
| -------------- | --------------------- | -------------- | ---- | ---- |
| 1916年10月19日 | 尤格号                | 俄罗斯帝国     | 75   | 击沉 |
| 1916年12月6日  | 盾号                  | 俄罗斯帝国海军 | 248  | 击沉 |
| 1917年4月6日   | 库柏勒号              | 法國           | 148  | 击沉 |
| 1917年4月7日   | 埃德温·R·亨特号       | 美国           | 1132 | 击沉 |
| 1917年4月28日  | 朱丽叶号              | 法國           | 50   | 击沉 |
| 1917年5月15日  | 火绳杆号              | 法国海军       | 703  | 击沉 |
| 1917年5月16日  | 达特茅斯号            | 英國皇家海軍   | 5250 | 击伤 |
| 1917年5月24日  | 多梅尼科·巴罗内号     | 義大利王國     | 171  | 击沉 |
| 1917年5月28日  | 诺沃·S·乔瓦尼号       | 義大利王國     | 31   | 击沉 |
| 1917年5月28日  | 圣道明号              | 義大利王國     | 27   | 击沉 |
| 1917年5月31日  | 尼诺托号              | 義大利王國     | 208  | 击沉 |
| 1917年6月1日   | 多梅尼科·米斯库拉察号 | 義大利王國     | 194  | 击沉 |
| 1917年6月1日   | 维多利亚号            | 義大利王國     | 248  | 击沉 |
| 1917年6月6日   | 密特拉号              | 英国           | 5592 | 击伤 |
| 1917年7月4日   | 紫菀号                | 英國皇家海軍   | 1250 | 击沉 |
| 1917年7月4日   | 马银花号              | 英國皇家海軍   | 1250 | 击伤 |
| 1917年7月5日   | 风螺号                | 英国           | 4735 | 击伤 |
| 1917年10月17日 | 廓尔喀人号            | 英國皇家海軍   | 6335 | 击伤 |
| 1917年10月18日 | 安娜·斯科托号         | 義大利王國     | 594  | 击沉 |
| 1917年10月20日 | 弗吉尼亚·金泰尔号     | 義大利王國     | 164  | 击沉 |
| 1917年12月3日  | 梅洛号                | 義大利王國     | 1115 | 击沉 |
| 1917年12月8日  | 切巴萨号              | 英国           | 6249 | 击伤 |
| 1918年2月23日  | 马里恩号              | 英國皇家海軍   | 255  | 击沉 |
| 1918年3月18日  | 马西利亚号            | 義大利王國     | 5026 | 击沉 |
| 1918年4月4日   | 阿加蒂娜号            | 義大利王國     | 201  | 击沉 |
| 1918年7月28日  | 维苏威号              | 義大利王國     | 5459 | 击伤 |
| 1918年7月29日  | 帕利亚雷萨河号        | 英国           | 4043 | 击沉 |
| 1918年8月5日   | 弗雷什菲尔德号        | 加拿大         | 3445 | 击沉 |

## 脚注
1. 1 2 3 4  Helgason, Guðmundur. . German and Austrian U-boats of World War I - Kaiserliche Marine - Uboat.net.   [2009-02-22].
2. ↑  Tarrant，第173頁.
3. 1 2 3  Gröner 1991，第31-32頁.
4. 1 2  Helgason, Guðmundur. . German and Austrian U-boats of World War I - Kaiserliche Marine - Uboat.net.   [2015-02-15].
5. ↑  Helgason, Guðmundur. . German and Austrian U-boats of World War I - Kaiserliche Marine - Uboat.net.   [2015-02-15].
6. ↑  Helgason, Guðmundur. . German and Austrian U-boats of World War I - Kaiserliche Marine - Uboat.net.   [2015-02-15].
7. 1 2  Helgason, Guðmundur. . German and Austrian U-boats of World War I - Kaiserliche Marine - Uboat.net.   [2015-02-15].
8. ↑  陈进，第48頁.
9. ↑  陈进，第46頁.
10. 1 2 3  NARS，第101頁.
11. 1 2 3  Helgason, Guðmundur. . German and Austrian U-boats of World War I - Kaiserliche Marine - Uboat.net.   [2015-02-15].
12. ↑  NARS，第100頁.
13. ↑  Helgason, Guðmundur. . German and Austrian U-boats of World War I - Kaiserliche Marine - Uboat.net.   [2022-08-18].
14. ↑  Tucker，第870頁.
15. ↑  Helgason, Guðmundur. . German and Austrian U-boats of World War I - Kaiserliche Marine - Uboat.net.   [2022-08-18].
16. ↑  陈进，第268頁.